# Jodoigne

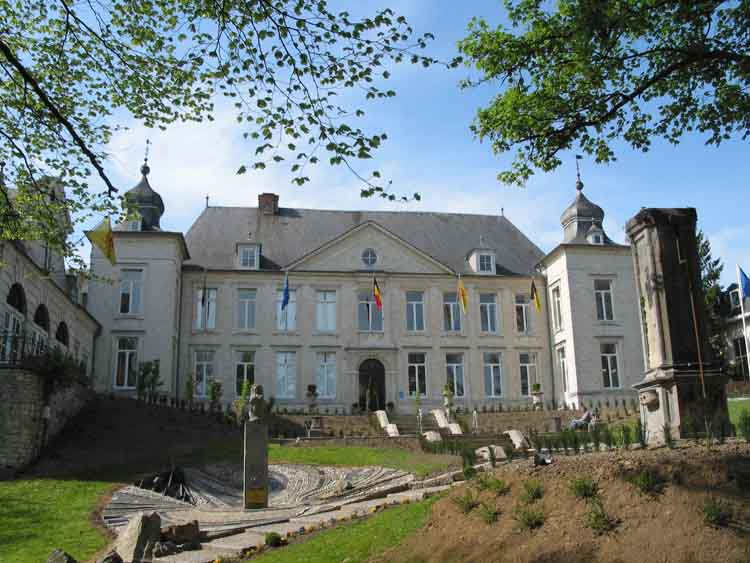
Rådhus av Jodoigne

Jodoigne (vallonska Djodogne, nederländska Geldenaken) är en kommun i den franskspråkiga provinsen Vallonska Brabant i Belgien. Den består av de tio ortsdelar Dongelberg, Jauchelette, Jodoigne, Jodoigne-Souveraine (nederländska Opgeldenaken), Lathuy, Mélin, Piétrain (nederländska Petrem), Saint-Jean-Geest (nederländska Sint-Jans-Geest), Saint-Rémy-Geest och Zétrud-Lumay.